# Micropycnodon
Micropycnodon es un género extinto de peces óseos prehistóricos que vivió durante la época del Santoniense. Esta especie fue reconocida por Hibbard y Graffham.

## Especies
Clasificación del género Micropycnodon:
- † Micropycnodon (Hibbard y Graffham 1945)
  - † Micropycnodon kansasensis (Hibbard y Graffham 1941)